# Victor Franzoni

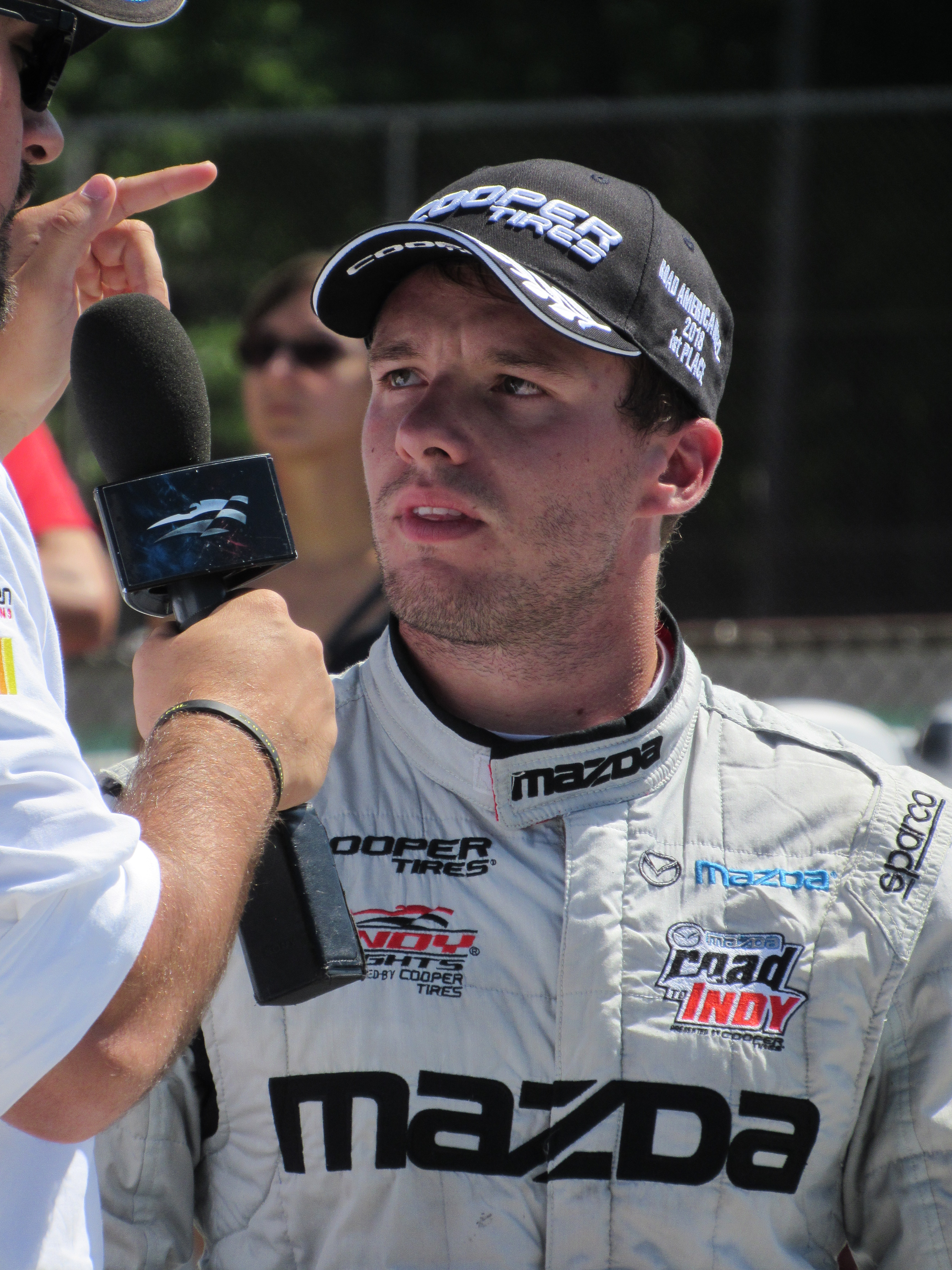
Victor Franzoni in 2018

Victor Franzoni (São Paulo, 5 oktober 1995) is een Braziliaans autocoureur. In 2017 werd hij kampioen in het Pro Mazda Championship.

## Carrière
Franzoni begon zijn autosportcarrière in het karting in 2010 in zijn thuisland Brazilië. In 2011 maakte hij zijn debuut in het formuleracing in de Formula Future Fiat en won twee races op het Autódromo José Carlos Pace en het Autódromo Internacional de Curitiba. Met 98 punten eindigde hij op een gedeelde vierde plaats in het kampioenschap. Aan het eind van het seizoen ging hij in Europa racen, waarbij hij voor Cram Competition debuteerde in de Formule Abarth tijdens het raceweekend op Spa-Francorchamps, waarin zijn beste klassering een negende plaats was.
In 2012 begon Franzoni zijn seizoen in de Braziliaanse Formule 3 Open, uitkomend voor Hitech Racing in de B-klasse, maar crashte na zeven ronden. Aansluitend keerde hij terug naar Europa om voor Koiranen Motorsport te rijden in de Formule Renault 2.0 Alps. Met twee vierde plaatsen op de Red Bull Ring als beste klasseringen eindigde hij op de elfde plaats in het kampioenschap met 44 punten.
In 2013 maakte Franzoni de overstap naar de Eurocup Formule Renault 2.0, waarbij hij voor Koiranen bleef rijden. Hij kende een moeilijk seizoen waarin hij enkel aan het eind van het seizoen zeven punten wist te scoren, waardoor hij negentiende werd in het eindklassement.
In 2014 begon Franzoni het seizoen opnieuw in de Braziliaanse Formule 3 Open, waarin hij terugkeerde bij Hitech. Hij eindigde de race als tweede, achter teamgenoot Felipe Guimarães. Hierna ging hij in de Verenigde Staten racen in de U.S. F2000, waarbij hij uitkwam voor het team Afterburner Autosport. Hij won direct zijn eerste race op het Stratencircuit Saint Petersburg en stond gedurende het seizoen nog driemaal op het podium, waardoor hij vijfde werd in de eindstand met 202 punten.
In 2015 bleef Franzoni actief in de U.S. F2000 voor Afterburner. Na drie raceweekenden, waarin hij een overwinning behaalde op het NOLA Motorsports Park, stapte hij dat jaar over naar het Pro Mazda Championship, waarin hij bij M1 Racing zijn seizoen voortzette. In dit kampioenschap waren twee vierde plaatsen op het Stratencircuit Toronto en de Mid-Ohio Sports Car Course zijn beste klasseringen. In de U.S. F2000 eindigde hij op de veertiende plaats in het kampioenschap met 98 punten, terwijl hij de Pro Mazda afsloot op de zestiende positie met 91 punten.
In 2016 keerde Franzoni terug in de U.S. F2000, waarin hij uitkwam voor ArmsUp Motorsports. Hij won één race in Toronto en twee op Laguna Seca en stond in nog acht andere races op het podium. Uiteindelijk eindigde hij op de derde plaats in het kampioenschap met 360 punten.
In 2017 stapte Franzoni fulltime over naar de Pro Mazda, waarin hij uitkwam voor het team Juncos Racing. Hij kende een zeer succesvol seizoen waarin hij zeven overwinningen en vijf tweede plaatsen in twaalf races behaalde. Met 351 punten werd hij kampioen in de klasse.
In 2018 maakt Franzoni de overstap naar de Indy Lights, waarin hij voor Juncos blijft rijden.